# Venta del Pobre
La Venta del Pobre es una localidad y pedanía española del municipio de Níjar, en la provincia de Almería, Andalucía.
Es conocida por albergar un área de servicio y zonas industriales y hoteleras al margen de la autovía A-7. La zona es una de las entradas al municipio de Níjar viniendo en dirección desde la Región de Murcia por la autovía del Mediterráneo.
Esta zona se encuentra próxima a municipios como Carboneras y Sorbas, a menos de 20 min. de estas.

## Fútbol
El equipo de la localidad es la Venta del Pobre C.F. juega como local en la misma pedanía, en el estadio La Boja.

## Cultura
Las fiestas de la localidad suelen ser a mediados de julio en honor a la patrona Virgen del Carmen, con misa solemne y procesión por las calles.
- Datos: Q6160367